# Halaevalu Mataʻaho ʻAhomeʻe
Halaevalu Mataʻaho (ur. 29 maja 1926, zm. 19 lutego 2017 w Auckland) – królowa Tonga jako żona króla Taufaʻahau Tupou IV (1965–2006), po śmierci męża królowa-matka.
10 czerwca 1947 w Nukuʻalofie poślubiła następcę tronu Tonga Siaʻosi Taufaʻahau Tupou. Królem jako Taufaʻahau Tupou IV został on po śmierci swojej matki królowej Salote Tupou III 16 grudnia 1965 (Tonga uzyskało niepodległość w 1970, wcześniej było protektoratem brytyjskim). Para miała czworo dzieci:
- Jerzego Tupou V (1948–2012) – króla Tonga w l. 2006-2012,
- księżniczkę Salote Mafileʻo Pilolevu (ur. 1951),
- Fatafehi ʻlaivahamamaʻo Tukuʻaho (1954–2004),
- Tupou VI (ur. 1959), króla Tonga od 2012